# Campeonato de España de Ciclismo en Ruta 1923
El XXIII Campeonato de España de Ciclismo en Ruta se disputó en Figueras el 11 de noviembre de 1923 sobre un recorrido de 100 kilómetros.
El ganador de la prueba fue Jaime Janer, que se impuso en solitario en la línea de llegada. Telmo García y Miguel Mucio completaron el podio.

## Clasificación final
| Pos. | Ciclista         | Equipo | Tiempo    |
| ---- | ---------------- | ------ | --------- |
| 1.   | Jaime Janer      |        | 5h 31'20" |
| 2.   | Telmo García     |        | a 5'58"   |
| 3.   | Miguel Mucio     |        | a 6'21"   |
| 4.   | Demetrio del Val |        | a 9'50"   |
| 5.   | José Miner       |        | a 13'27"  |
| 6.   | Victorino Otero  | -      | m.t.      |
| 7.   | Teodoro Monteys  |        | a 20'23"  |
| 8.   | Marcelino Loroño |        | a 32'21"  |
| 9.   | Juan Guitart     |        | a 34'17"  |
| 10.  | Graciano Eceiza  |        | a 36'28"  |